# Tony Rundle
Pour les articles homonymes, voir Rundle.
Anthony Maxwell Rundle, dit Tony Rundle, né le 5 mars 1939 à Scottsdale en Tasmanie et mort le 4 avril 2025, est le quarantième Premier ministre de Tasmanie en Australie, du 18 mars 1996 au 4 septembre 1998. 
Il succède à Ray Groom et est remplacé par Jim Bacon. Il est membre du parti libéral d'Australie et est l'élu de la circonscription de Braddon entre 1986 et 2002.

## Biographie
Tony Rundle naît en 1939 à Scottsdale en Tasmanie. Ancien journaliste, il est marié à Caroline Watt et a deux filles. 
Aux élections de 1996, le Premier ministre libéral sortant, Ray Groom, s'était engagé à ne gouverner que s'il avait la majorité absolue au parlement de Tasmanie. Groom n'eut pas la majorité mais les travaillistes ne trouvèrent pas de terrain d'entente avec les Verts de sorte que les Libéraux durent former un gouvernement minoritaire. À cause de sa promesse, Groom dut démissionner et Rundle le remplaça.

### Gouvernement de Rundle
Pendant le gouvernement minoritaire de Rundle, le chômage augmenta et l'économie de l'état s'essouffla. Le parti travailliste exploita la situation dans l'espoir de discréditer le parti libéral mais beaucoup se contentèrent de regretter le manque d'investissements de l'état, de peur de faire tomber le gouvernement minoritaire.
Il se trouva confronté, sous les pressions externes, à devoir réduire le nombre de parlementaires pour diminuer les dépenses de fonctionnement. Il y eut de nombreuses propositions de faites et Tony Rundle fut obligé de réduire le parlement comme proposé par les travaillistes à 25 députés et 15 sénateurs et provoqua une double dissolution.
Aux élections qui s'ensuivirent, Tony Rundle perdit la majorité et devint chef de l'opposition. Il abandonna son poste en juillet 1999 et se retira de son poste de député peu avant les élections de 2002.
Son gouvernement a mené à bien certaines réformes comme la légalisation de l'homosexualité, la réforme sur les armes, l'amélioration des liaisons avec le continent ; l'amélioration de la protection de la forêt tasmanienne.